# Heinrich-Wolfgang Leopoldt
Heinrich-Wolfgang Leopoldt   (Schwerin, 22 d'agost de 1927 - Unterlüß, 28 de juliol de 2011) va ser un matemàtic alemany.

## Vida i Obra
Leopoldt va veure interromputs els seus estudis secundaris el 1943 quan va ser reclutat forçosament per la Wehrmacht durant la Segona Guerra Mundial. En acabar la guerra, un antic professor seu de matemàtiques el va convèncer d'examinar-se per poder entrar a la universitat. El 1947 va ingressar en la universitat de Berlín on va ser deixeble de Helmut Hasse i, quan aquest se'n va anar a Hamburg el 1950, el va seguir. Leopoldt es va doctorar a la universitat d'Hamburg el 1954. A continuació va ser professor associat de la universitat d'Erlangen fins al 1962, excepte dos curso en els quals va estar a l'institut d'Estudis Avançats de Princeton.
El 1962, en obtenir l'habilitació docent, va ser professor de la universitat de Tübingen, de la qual va passar el 1964 a la de Karlsruhe (actualment Institut Tecnològic de Karlsruhe), on va fer la resta de la seva carrera acadèmica. En retirar-se, se'n va anar a viure a un poble de la Baixa Saxònia on es va dedicar a la seva principal afició, la música, ja que era un notable pianista.
Leopoldt va ser un continuador sistemàtic del programa de recerca del seu mestre, Hasse. Cal destacar els seus estudis sobre les L-funcions de nombres p-àdics a partir dels quals va formular la conjectura que porte el seu nom sobre el no esvaniment del regulador p-àdic del cos dels nombres algebraics.
També va ser l'editor, juntament amb Peter Roquette, de les Obres Escollides del seu mestre, Helmut Hasse, publicades el 1975 en tres volums.